# Cratere Homer
Homer è un cratere d'impatto presente sulla superficie di Mercurio, a 1,26° di latitudine sud e 36,58° di longitudine ovest. Il suo diametro è pari a 319 km.
Il cratere è stato battezzato dall'Unione Astronomica Internazionale in onore del poeta epico greco Omero.